# Автошлях Р 15
Автошлях P 15 — автомобільний шлях регіонального значення на території України, довжиною 151 км, пролягає від Ковеля до Жовкви. Проходить північно-західними регіонами України (Волинська, Львівська області) через населені пункти: Турійськ, Володимир, Нововолинськ, Шептицький, Великі Мости.

## Загальна довжина
Ковель — Володимир — Шептицький — Жовква — 151 км.
Під'їзд до м. Володимир — 1,2 км.
Об'їзд м. Володимир — 3,8 км.
Разом — 156 км.

## Маршрут
Автошлях проходить через такі населені пункти:
| Автошлях Р 15 |                     |
| Ковель        | М07E373М19E85Т 0311 |
| Турійськ      | Т 0309              |
| Володимир     | Н22Т 0302           |
| Нововолинськ  | Т 0305              |
| Хоробрів      | Т 1408              |
| Бояничі       | Т 1405              |
| Шептицький    | Т 1410Т 1412Т 1404  |
| Жовква        | М09E372Т 1425       |

11 травня 2014, близько 18 год, поблизу шахти «Межирічанська» ДП «Львіввугілля» при в'їзді у Червоноград (тепер Шептицький) впродовж півгодини представники Автомайдану, громадські та політичні організації блокували проїзд автотранспорту через жахливий стан, зокрема, відтинку Червоноград — Великі Мости.